# 邰爽秋

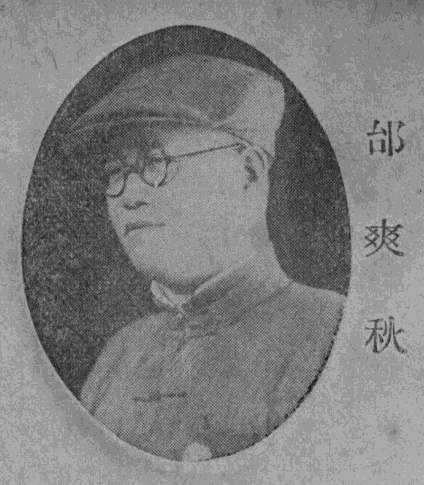
邰爽秋

邰爽秋（1897年—1976年），字石農 ，江蘇東台人，中國近現代教育家。

## 生平
邰爽秋出身於貧寒的書香門第，曾就讀於江蘇省立第五師範學堂、南京高等師範學校。1923年留美，入芝加哥大學、哥倫比亞大學學習。1927年回國後，歷任南京第四中山大學、廣州中山大學、河南大學教授，暨南大學教育系主任，大夏大學教育學院院長，中國民生教育學會理事長，中國民生建設實驗院院長，國民政府教育部戰時教育委員會委員等職。
他曾於1931年與程其保在中央大學共同發表要求“改善教師待遇，保障教師工作和增進教師修養”的宣言，並倡議定6月6日為教師節，也稱雙六節，但並未被政府承認。
1949年後，邰爽秋任輔仁大學、北京師範大學教授。